# Gäddtjärnarna (Frostvikens socken, Jämtland, 714812-144025)
Gäddtjärnarna är en sjö i Strömsunds kommun i Jämtland och ingår i Ångermanälvens huvudavrinningsområde. Sjön har en area på 0,0529 kvadratkilometer och ligger 402 meter över havet.

## Delavrinningsområde
Gäddtjärnarna ingår i det delavrinningsområde (714571-144172) som SMHI kallar för Utloppet av Fågelvattnet. Medelhöjden är 433 meter över havet och ytan är 23,99 kvadratkilometer. Det finns inga avrinningsområden uppströms utan avrinningsområdet är högsta punkten. Fågelvattenån som avvattnar avrinningsområdet har biflödesordning 3, vilket innebär att vattnet flödar genom totalt 3 vattendrag innan det når havet efter 288 kilometer. Avrinningsområdet består mestadels av skog (67 procent). Avrinningsområdet har 5,82 kvadratkilometer vattenytor vilket ger det en sjöprocent på 24,2 procent.